# Banupur
Banupur là một thị trấn thống kê (census town) của quận Haora thuộc bang Tây Bengal, Ấn Độ.

## Nhân khẩu
Theo điều tra dân số năm 2001 của Ấn Độ, Banupur có dân số 11.645 người. Phái nam chiếm 63% tổng số dân và phái nữ chiếm 37%. Banupur có tỷ lệ 66% biết đọc biết viết, cao hơn tỷ lệ trung bình toàn quốc là 59,5%: tỷ lệ cho phái nam là 72%, và tỷ lệ cho phái nữ là 55%. Tại Banupur, 9% dân số nhỏ hơn 6 tuổi.